# 광주송정역 (도시철도)
광주송정역(Gwangju Songjeong station, 光州松汀驛)은 대한민국 광주광역시 광산구 송정동에 있는 광주 도시철도 1호선의 지하철역이다. 인근에 호남선 광주송정역과 연결되어 있다. 역사 내에 국창(國唱) 임방울 전시관이 있다. 2009년 4월에 개명한 한국철도공사 광주송정역과 달리 한동안 "송정리"라는 역명을 유지하고 있었으나, 2013년 7월 25일에 광주송정역으로 명칭이 변경되었다.

## 역 구조
2면 2선의 상대식 승강장이 있는 지하역이다.승강장에는 스크린도어가 설치되어 있다.

### 승강장
| 송정공원 ↑ |
| \| 상      |
| ↓ 도산     |

| 상행 | ● 광주 도시철도 1호선 | 상무・남광주・소태・녹동 방면 |
| 하행 | ● 광주 도시철도 1호선 | 평동 방면                     |

## 역사
- 2008년 4월 11일 : 송정리역으로 개통
- 2013년 7월 23일 : 송정리역에서 광주송정역으로 역명 변경.[2]

## 역 주변
- 1번 출구: 광산구청·보건소·송정2동행정복지센터·광산구2청사·송정우체국·송정중학교·명동아파트·대천아파트·어룡신협·광주은행 송정지점
- 2번 출구: 상아아파트·송광중학교·송정농협 역전지점
- 3번 출구: 송정라인2차아파트·광주광역시 농업기술센터·호남선,호남고속선 광주송정역
- 4번 출구: 호남선,호남고속선 광주송정역
- 5번 출구: 영광통사거리

## 승차량 변동
고속철도 호남선 광주송정역이 개통 된 후 이용객이 큰 폭으로 증가하고 있다.
| 역 노선 | 승차 인원 | 승차 인원 | 승차 인원 | 승차 인원 | 승차 인원 | 승차 인원 | 승차 인원 | 승차 인원 | 승차 인원 | 승차 인원 |
| 역 노선 | 2008년    | 2009년    | 2010년    | 2011년    | 2012년    | 2013년    | 2014년    | 2015년    | 2016년    | 2017년    |
| ------- | --------- | --------- | --------- | --------- | --------- | --------- | --------- | --------- | --------- | --------- |
| 1호선   | 1474      | 2189      | 2367      | 2635      | 2687      | 2659      | 2560      | 3372      | 3850      | 4316      |

## 사진

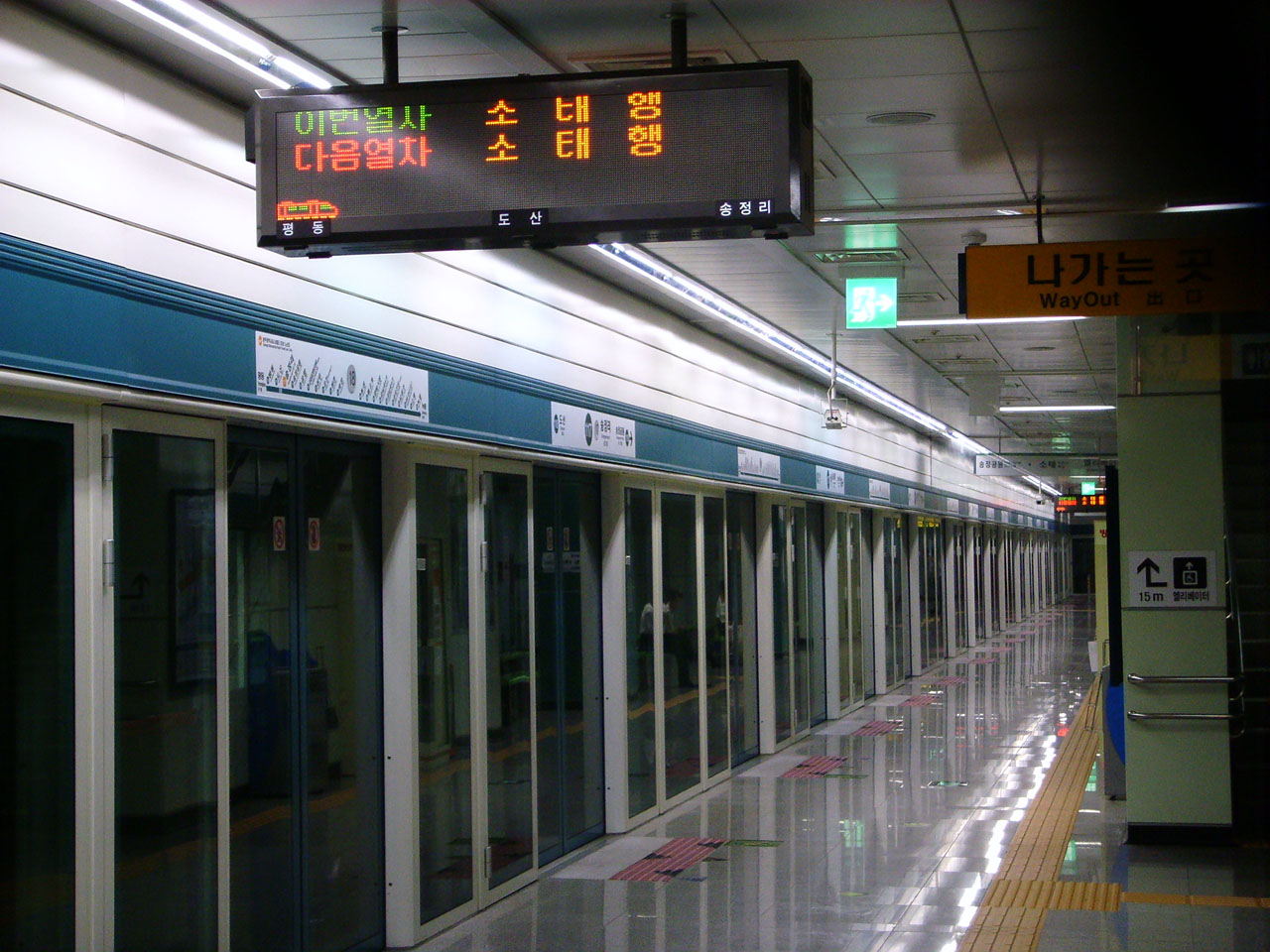
승강장 (녹동 방면)
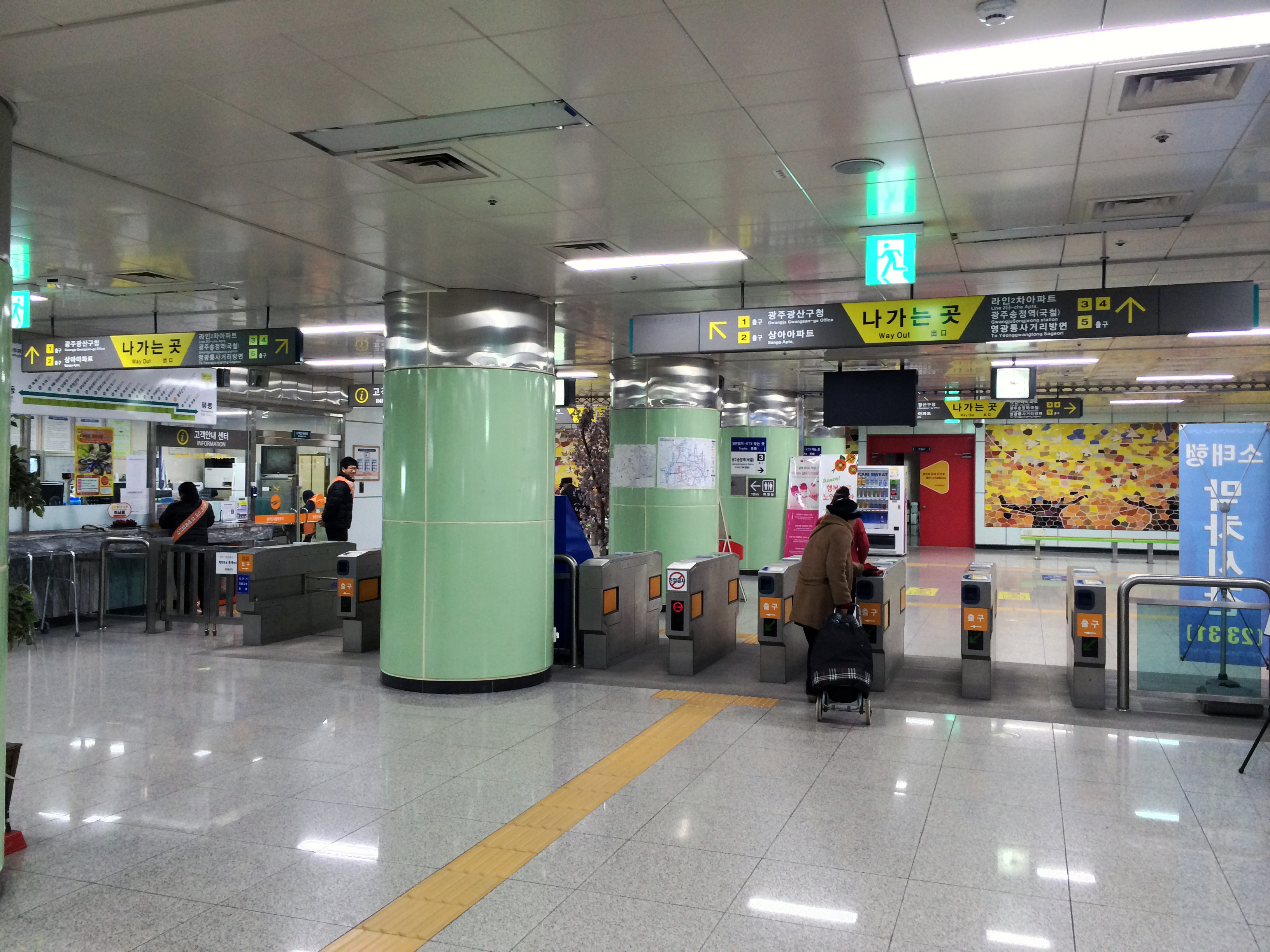
개찰구
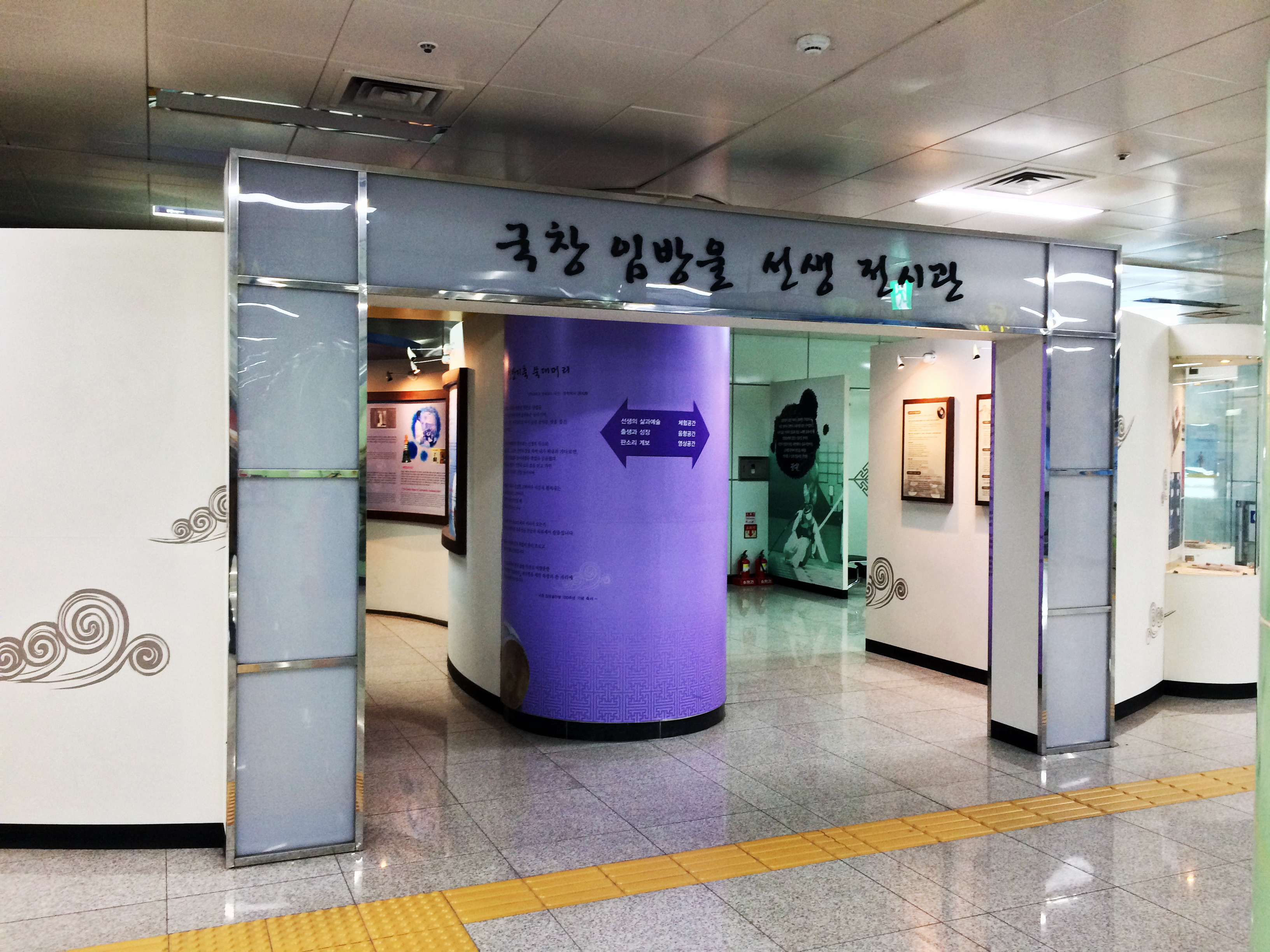
국창 임방울 선생 전시관
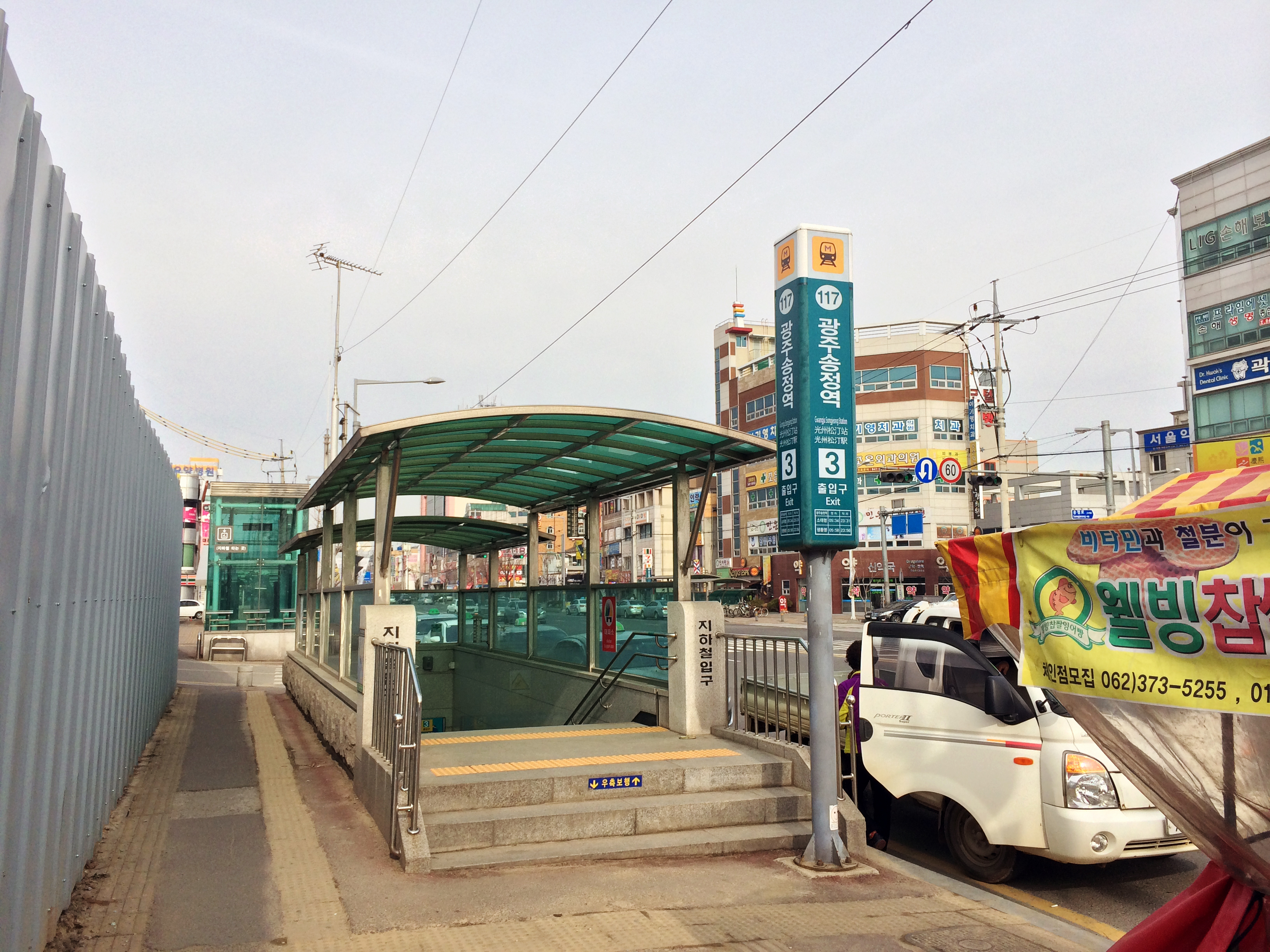
3번 출입구

## 인접한 역
| 광주 도시철도 1호선    | 광주 도시철도 1호선   | 광주 도시철도 1호선 |
| ---------------------- | --------------------- | ------------------- |
| 116 송정공원 녹동 방면 | ● 광주 도시철도 1호선 | 118 도산 평동 방면  |